# Paul Marie Brault
Pour les articles homonymes, voir Brault.
Paul Marie Brault, né le 10 janvier 1837 à Louvigné-du-Désert (Ille-et-Vilaine) et mort le 22 septembre 1899 dans le 7e arrondissement de Paris, est un général de division commandant de corps d'armée, chef de cabinet du Ministre de la Guerre.

## Biographie

### Carrière
Il fut nommé Général de Brigade en 1888, puis Général de Division en 1892, puis Général de Corps d’Armée en 1896.
Il est aussi Chef du cabinet militaire du Gouvernement Charles de Freycinet.

### Mort
Il meurt à son poste en 1899 et est inhumé au cimetière de Lorette à Saint-Malo.

## Décorations
- Grand officier de la Légion d'honneur[2]
- Officier de l'Instruction publique[2]
- Médaille commémorative de l'expédition du Mexique (1862)[2]
- Médaille coloniale[2]
- Grand Officier du Nicham Iftikar[2]
- Commandeur de l'Ordre du Soleil levant[2]
- Chevalier de Notre-Dame de la Guadalupe du Mexique[2]